# Agence adventiste du développement et de l'aide humanitaire
Pour les articles homonymes, voir ADRA.
ADRA, ou ADRA International -Agence de Développement et de Secours  Adventiste (l'acronyme vient de l'anglais ADRA pour Adventist Development and Relief Agency) - est une organisation humanitaire créée après la Seconde Guerre mondiale, afin d'apporter un support pratique aux victimes dévastées par les conflits, notamment en Europe, en Afrique du Nord et en Asie. Elle conduit des programmes de développement personnel et communautaire et des actions humanitaires liées aux catastrophes naturelles. Depuis 1997, cette organisation siège au Conseil économique et social des Nations unies (ECOSOC).

## Histoire

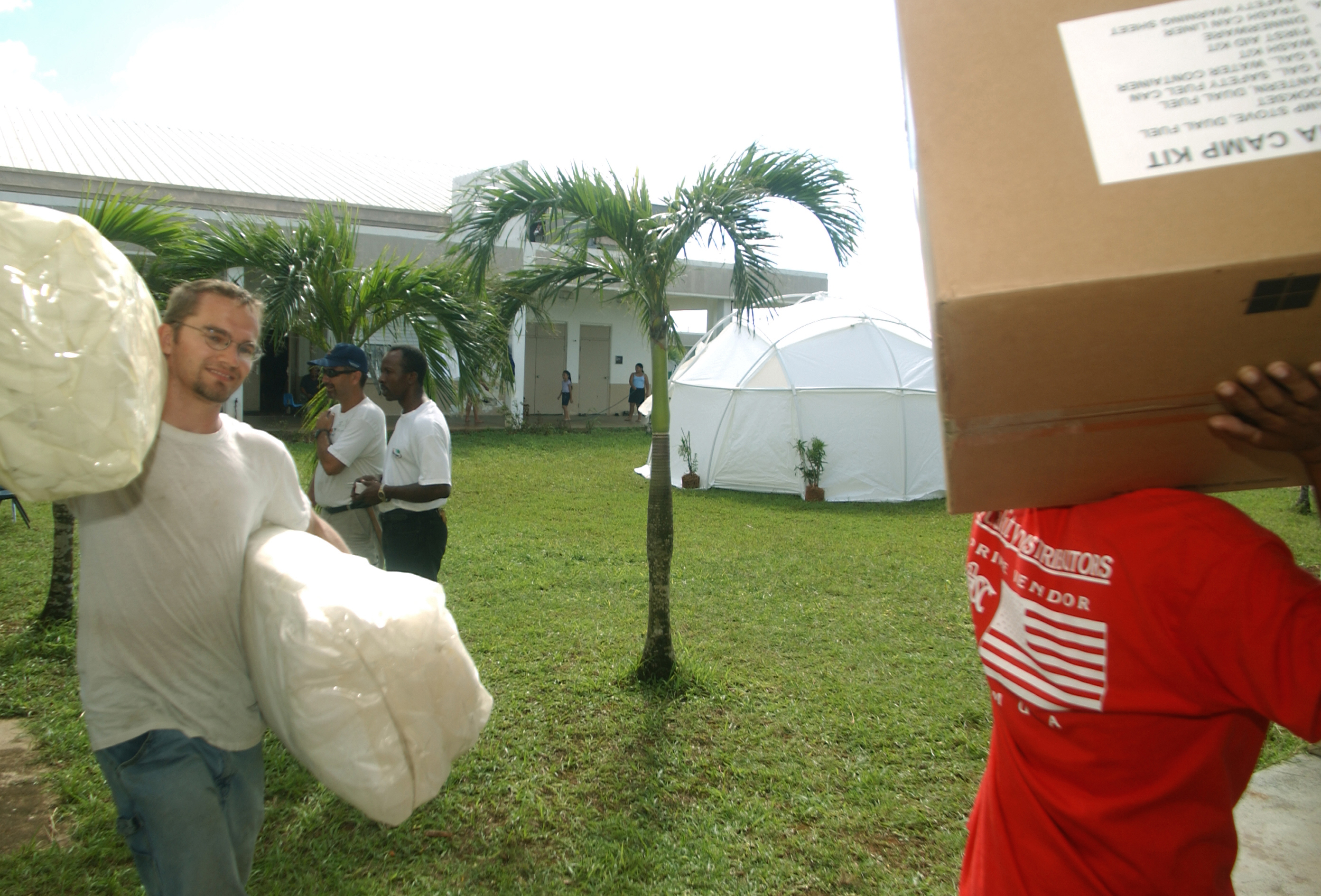

ADRA fut fondé en novembre 1956 sous l'appellation du Secours adventiste. En 1973, l'organisation devint le Service mondial adventiste, avant d'être renommée ADRA - l'Agence Adventiste d'Aide et de Développement - qui reflète mieux sa mission et l'ensemble de ses activités. Son objectif principal est d'améliorer la qualité de la vie et de venir en aide aux nécessiteux. 
ADRA a un programme très important de soutien aux groupes de gens en difficulté. En 2005, l'agence fit plus de 50 interventions d'urgence à travers le monde, qui bénéficièrent au moins à 28 millions de personnes.

## Mission
La déclaration de mission d'ADRA est celle-ci : "ADRA œuvre avec les personnes qui sont dans la pauvreté et la détresse, afin de créer un changement juste et positif à travers des partenariats et des actions responsables". ADRA indique que sa raison d'être est "de suivre l'exemple du Christ en étant une voix pour servir et fonctionner en partenariat avec ceux qui sont dans le besoin".
ADRA aide les populations sans distinction ethnique, nationale, politique, idéologique, ou religieuse. Elle aide toutes les personnes dans le besoin. La priorité est donnée aux personnes les plus vulnérables comme les femmes, les enfants, les personnes âgées, les handicapés, les immigrés, les malades, les sans-abris, les pauvres, les sinistrés, et les réfugiés. Son slogan est : "Changer le monde, une vie à la fois".

## Organisation

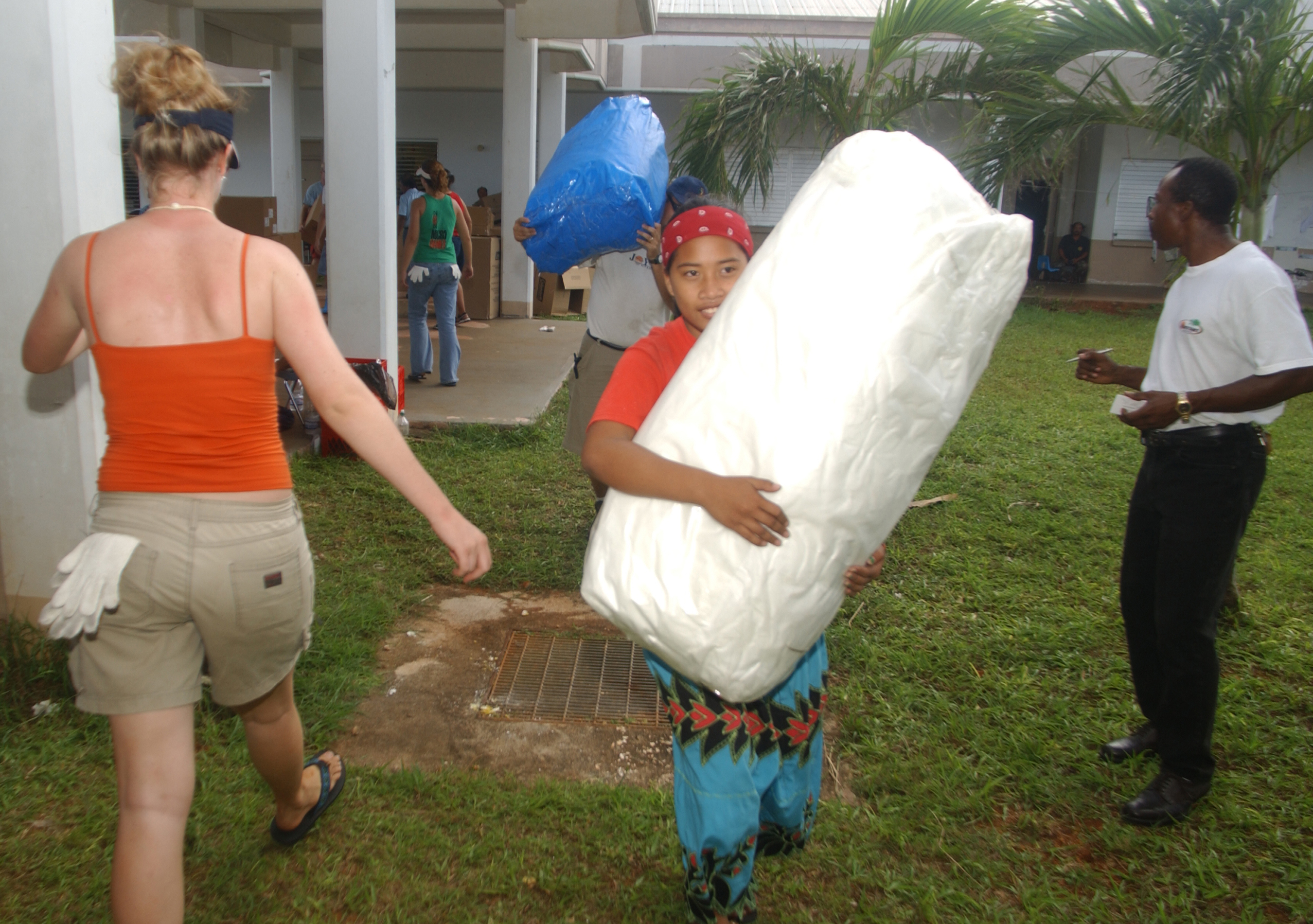
Volontaires au secours de sinistrés après un cyclone tropical, Guam, 2002

Pour améliorer la qualité de vie de millions de personnes à travers le monde, l'ADRA développe des partenariats avec de nombreuses organisations, les communautés et les gouvernements des États où elle intervient. ADRA comprend cinq domaines d'intervention:
- Sécurité alimentaire
- Développement économique
- Santé primaire
- Gestion des urgences
- Éducation de base

Les domaines d'expertise d'ADRA comprennent l'éducation, les situations d'urgence, l'alimentaire, le traitement du SIDA, l'aide aux réfugiés, le logement, la formation, le développement, l'eau, l'hygiène, les femmes, les enfants, les programmes de gestion, la sécurité, l'agriculture, la supervision et l'évaluation de ses actions.
Certaines années, Charity Navigator a attribué quatre étoiles à ADRA, la plaçant au niveau des organisations humanitaires les plus connues pour la qualité et l'efficacité de leurs services. Dans le domaine humanitaire, quatre étoiles est décrit comme "exceptionnel : excède la norme de l'industrie et dépasse la plupart des organisations humanitaires dans sa cause". 
ADRA utilise 93 % de ses ressources aux interventions humanitaires, environ 6 % à ses coûts administratifs et ses salaires, et 1 % à ses efforts pour récolter des fonds. Elle opère dans 125 pays.

## Besoins humanitaires
Selon ADRA International, les besoins humanitaires dans le monde sont considérables :
- Afrique - ADRA opère dans 38 pays africains. Dans l'Afrique subsaharienne, 80 % de la population vit avec moins de 2,50 dollars par jour. En 2007, deux millions de personnes sont mortes du SIDA, et 33 millions sont atteints de cette maladie. Du total mondial de personnes mortes de la malaria, 90 % proviennent de l'Afrique. Le manque d'hygiène et d'eau potable sont une cause principale de maladies. Le manque d'instruction et l'analphabétisme sont communs[12].
- Amérique centrale - ADRA opère dans 16 pays d'Amérique centrale et des Caraïbes. Selon l'agence humanitaire, la pauvreté augmente en Amérique centrale depuis la grande récession de 2008-2009. Dans les grandes villes, de nombreuses familles et des enfants se trouvent à la rue. Dans les zones rurales, les inondations saisonnières détruisent parfois les cultures. Le manque d'hygiène et d'eau potable sont aussi causes de maladies[13].
- Amérique du Sud - En Amérique du Sud, une grande partie de la population est urbaine. Dans les grandes villes, des centaines de milliers d'enfants sont orphelins et sans logis. À la ville comme à la campagne, de nombreuses familles ne gagnent assez d'argent pour se nourrir convenablement[14].
- Asie - Environ trois milliards de gens vivent en Asie du Sud et de l'est. Si le niveau de pauvreté diminue, il demeure malgré tout très élevé. Il y a toujours des millions de gens sans instruction, emplois, eau propre, hygiène et espoir de mener une vie décente. Dans 13 pays d'Asie de l'est, ADRA crée des opportunités d'une vie meilleure par son partenariat avec le système d'éducation adventiste[15]. ADRA rapporte que le SIDA et le virus HIV sont répandus dans certaines régions d'Asie du Sud, en raison du trafic de femmes et de jeunes filles vendues pour travailler dans l'industrie du sexe. Des catastrophes naturelles, comme le séisme du 26 décembre 2004 dans l'océan Indien, ont détruit de vastes régions[16].
- Europe - ADRA opère dans 27 pays européens, s'occupant particulièrement des pauvres d'Europe de l'Est. L'agence rapporte que certains groupes de personnes, comme les Roms, sont persécutés et marginalisés. De nombreuses familles souffrent de la faim et de malnutrition[17].
- Océanie - ADRA rapporte plusieurs problèmes en Océanie du sud : le travail des enfants, le trafic sexuel, le SIDA, et le manque d'instruction dû au prix de l'éducation dans certains pays[18].

## Campagne " Mettez-y fin maintenant "
En partenariat avec le Département du Ministère des Femmes - MIFEM, de l'Église Adventiste du Septième Jour, ADRA est engagé depuis octobre 2009 dans une campagne mondiale de sensibilisation intitulée End it Now - " Mettez-y fin maintenant " - pour la cessation rapide des violences (physiques, sexuelles et émotionnelles) contre les femmes et les filles. Dans un premier temps, les signatures d'un million de personnes dans plus de 200 pays sont récoltées pour présenter une pétition à Ban Ki-moon, le secrétaire général des Nations unies. Cette lettre appelle les instances internationales, les gouvernements, les entreprises, les écoles, les organisations humanitaires et les confessions religieuses à prendre toutes les mesures possibles pour faire cesser ces violences.
Il est estimé qu'au moins une femme sur trois dans le monde est battue, violée, mutilée, traitée en esclave (économique ou sexuelle) ou subit une autre forme d'abus. Charles Sandefur, président d'ADRA au moment du lancement de l'initiative, parlait de la nécessité de " conjuguer ses forces contre ce fléau " et d'agir sans délai. Dans environ 60 pays, principalement en voie de développement, ADRA aide des femmes à se sortir de l'extrême pauvreté et de l'analphabétisme qui les rend plus vulnérables à la violence.

## Bureaux d'ADRA
Liste non exhaustive
| Bureaux régionaux                   | Bureaux donateurs            | Bureaux d'implémentation                       |
| ----------------------------------- | ---------------------------- | ---------------------------------------------- |
| ADRA International États-Unis       | ADRA Autriche Autriche       | ADRA Bolivie Bolivie                           |
| ADRA Afrique Kenya                  | ADRA Australie Australie     | ADRA Bulgarie Bulgarie                         |
| ADRA Asie Thaïlande                 | ADRA Danemark Danemark       | ADRA Cambodge Cambodge                         |
| ADRA Océanie Australie              | ADRA Canada Canada           | ADRA Chine Chine                               |
| ADRA Euro-Afrique Suisse            | ADRA Allemagne Allemagne     | ADRA République tchèque Tchécoslovaquie        |
| ADRA Trans-Europe Royaume-Uni       | ADRA France France           | ADRA Corée du Sud Corée du Sud                 |
| ADRA Eurasie Russie                 | ADRA Japon Japon             | ADRA Hongrie Hongrie                           |
| ADRA Interamérique Miami États-Unis | ADRA Pays-Bas Pays-Bas       | ADRA Afrique du Sud Afrique du Sud             |
| ADRA Amérique du Sud Brésil         | ADRA Norvège Norvège         | ADRA Inde Inde                                 |
|                                     | ADRA Portugal Portugal       | ADRA Indonésie Indonésie                       |
|                                     | ADRA Espagne Espagne         | ADRA Kenya Kenya                               |
|                                     | ADRA Suède Suède             | ADRA Laos Laos                                 |
|                                     | ADRA Royaume-Uni Royaume-Uni | ADRA Népal Népal                               |
|                                     | ADRA Finlande Finlande       | ADRA Nouvelle-Zélande Nouvelle-Zélande         |
|                                     | ADRA Suisse Suisse           | ADRA Mongolie Mongolie                         |
|                                     |                              | ADRA Birmanie Birmanie                         |
|                                     |                              | ADRA Pakistan Pakistan                         |
|                                     |                              | ADRA Pérou Pérou                               |
|                                     |                              | ADRA Pologne Pologne                           |
|                                     |                              | ADRA Soudan Soudan                             |
|                                     |                              | ADRA Sao Tomé-et-Principe Sao Tomé-et-Principe |
|                                     |                              | ADRA Somalie Somalie                           |
|                                     |                              | ADRA Sri Lanka Sri Lanka                       |
|                                     |                              | ADRA Tanzanie Tanzanie                         |
|                                     |                              | ADRA Thaïlande Thaïlande                       |
|                                     |                              | ADRA Togo Togo                                 |
|                                     |                              | ADRA Viêt Nam Viêt Nam                         |
|                                     |                              | ADRA Yémen Yémen                               |